# Castle Cary
Castle Cary is een civil parish in Engeland.
Het heeft een station.
Het dak van de dorpskerker zou de inspiratiebron zijn geweest voor de helm van de Londense politie.